# Vòng loại Cúp bóng đá châu Á 1956

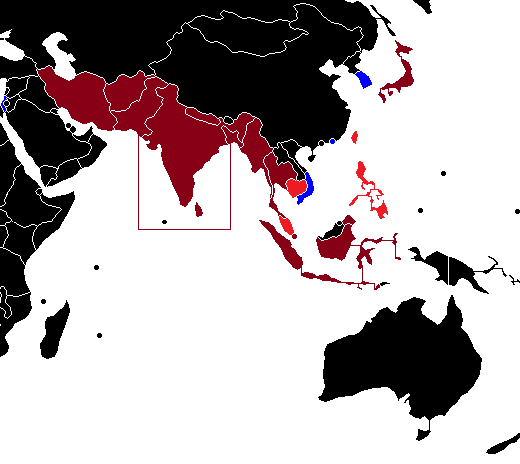
Vượt qua vòng loại
Không vượt qua vòng loại
Bỏ cuộc
Không tham dự
Không phải thành viên AFC

Vòng loại Cúp bóng đá châu Á 1956 bao gồm có 9 đội tham gia chia làm 3 bảng. Các đội thi đấu theo thể thức lượt đi và về ở sân khách và sân nhà. Các đội chiến thắng ở vòng bảng sẽ cùng chủ nhà Hồng Kông tham gia vòng chung kết.

## Bảng 1

### Vòng 1
| Afghanistan | n / p | Pakistan |
| ----------- | ----- | -------- |
|             |       |          |

### Vòng 2
| Israel | w / o | thắng vòng 1 |
| ------ | ----- | ------------ |
|        |       |              |

Israel lọt vào vòng chung kết mà không cần phải thi đấu do Afghanistan và Pakistan rút lui.

## Bảng 2

### Vòng 1
| Mã Lai | 9 – 2 | Campuchia |
| ------ | ----- | --------- |
|        |       |           |

| Campuchia | 3 – 2 | Mã Lai |
| --------- | ----- | ------ |
|           |       |        |

Malaya chiến thắng với tổng tỉ số 11–5 và lọt vào vòng 2.

### Vòng 2
| Việt Nam Cộng hòa | 4 – 0 | Mã Lai |
| ----------------- | ----- | ------ |
|                   |       |        |

| Mã Lai | 3 – 3 | Việt Nam Cộng hòa |
| ------ | ----- | ----------------- |
|        |       |                   |

Việt Nam Cộng hòa thắng với tổng tỉ số 7–3 và lọt vào vòng chung kết.

## Bảng 3

### Vòng 1
| Philippines | 0 – 2 | Hàn Quốc |
| ----------- | ----- | -------- |
|             |       |          |

| Hàn Quốc | 3 – 0 | Philippines |
| -------- | ----- | ----------- |
|          |       |             |

Hàn Quốc thắng với tổng tỉ số 5–0 và lọt vào vòng 2.

### Vòng 2
| Hàn Quốc | 2 – 0 | Đài Loan |
| -------- | ----- | -------- |
|          |       |          |

| Đài Loan | 1 – 2 | Hàn Quốc |
| -------- | ----- | -------- |
|          |       |          |

Hàn Quốc thắng với tổng tỉ số 4–1 và lọt vào vòng chung kết.